# Automobilism în România
Anual Federația Română de Automobilism Sportiv organizează în România întreceri automobilistice sub forma unor campionate naționale, dintre care cele mai importante fiind: Campionatul Național de Raliuri, Campionatul Național de Viteză Coastă, Campionatul Național de Drift, Campionatul Național de Rally-Sprint și Campionatul Național de Rally-Cross.

## Istoric al automobilismului sportiv din România

### Până în 1905
Apariția “trăsurilor fără cai” cu motoare cu explozie, în Europa, la sfârșitul secolului trecut, a fost primită cu mult interes, încă de la începuturile îndrăsneței realizări și de către “amatorii români”.

România, împreună cu alte națiuni care, la semnalul de start, în Franța, au participat cu primele autoturisme concepute și construite cu convingerea tenace că viitorul este rezervat locomoției mecanice pe căile rutiere, lansând primele automobile, s-a grăbit să importe și să popularizeze utilizarea noilor vehicule. Astfel că ,, orășenii și țăranii dunăreni “ au început să mâne încă din 1896 ,,carele de foc” ,, mergând  fără a folosi șinele de cale ferată “.

România a avut un rol similar cu cel avut ceva mai târziu în dezvoltarea vehiculelor aeriene, ea înscriindu-se în procesul de răspândire a utilizării automobilului cu modesta sa contribuție. Se știe că, la fel ca inginerul român Traian Vuia, care, deja din 1905, cu puțin înaintea fraților Wright înșiși, reușea un zbor cu un obiect mai greu ca aerul la Issy les Molineaux, un alt inginer român, Vasesco, educat la Școala Centrală, conducea în 1880, pe străzile Parisului, unul din primele automobile cu vapori care era construit în scopul transportului de pasageri, acest automobil fiind invenția sa și ale cărei relicve se găsesc la loc de onoare la Muzeul Școlii Politehnice din București, printre ai cărei profesori s-a numărat cu distincție și inginerul Vasesco.

România a fost printre primele țări care au introdus automobilul în circulație, înainte de sfârșitul secolului al XIX-lea. Primul automobil a apărut în România în Martie 1898, purtând numele de trăsură-mobil, fiind adus la București de Dr. Thomas Tomescu, care și-l cumpărase la prima expoziție de automobile ce avusese loc în vara anului 1896, la Londra. 

Apoi au urmat: un Panhard-Levassor, model 1898, două-trei exemplare dintre primele ,,Tonneaux” de Dion Bouton și, în 1903, un ,,Vermorel” aparținând tânărului prinț George V. Bibesco.

Automobiliștii români s-au aflat printre cei dintâi performeri din lume. 
In anul 1901 circulau în București 12 automobile,  între care și un Buick - o celebritate mondială la acea dată. Cu acest automobil George Valentin Bibescu - pionier al automobilismului românesc și al turismului automobilistic european - face una dintre primele curse europene, o nemaipomenită cursă, venind de la Geneva la București în 73 de ore. Intregul traseu de 1827 km, fusese parcurs cu viteza medie de 25 km pe oră - record mondial la acea vreme pentru turismul automobilistic. Aceasta a fost prima victorie românească în afara granițelor țării și, totodată, începutul turismului automobilistic european.

România a fost, de altfel, a șasea țară din lume (după Franța, S.U.A., Anglia, Germania și Italia) care a organizat curse de automobile.
La începutul anului 1904 existau în România 51 de automobile, iar românii sunt cei care inaugureaza turismul intercontinental, fiind primii care reusesc un raid "de plăcere" din Europa până în Asia.

Față de interesul general manifestat, amatorii și proprietarii de automobile din România, un grup de pasionați ai automobilului din București și al competițiilor automobilistice s-a întrunit în primăvara anului 1904, la 5 Aprilie, în saloanele  *Hotelului Bulevard* din București, a hotărât și a semnat actul de înființare a primei asociații a automobiliștilor din țara noastră. Printre membrii fondatori și ai Comitetului de Conducere al Automobil Clubului Român se număra Mihai Șuțu-președinte onorific, prințul GEORGE VALENTIN BIBESCU–președinte, G. ASSAN–vicepreședinte și ALEXANDRU DARVARI – secretar și casier. Automobil Clubul Român a fost al zecelea club automobilistic din Europa. 

Evenimentul a fost inserat și în ziarul “Universul”, din 6 aprilie 1904, prin următorul text: “Aseară a avut loc la Otelul Boulevard o întâlnire a mai multor amatori care au pus bazele unei societăți automobilistice”.

După câteva zile de la constituire la 9 aprilie 1904, cotidianul ,,ULTIME INFORMAȚIUNI” revenea asupra acestui subiect, menționând: ,,Am anunțat că în București s-a înființat un club de automobiliști români. ... Clubul a aprobat, cu mici modificări, regulamentul alcătuit de Poliția Capitalei relativ la circulația automobilelor”.

În 1904, anul înființării Automobil Clubului Român, s-a desfășurat și prima cursă automobilistică din România, pe distanța București-Giurgiu-București și retur, pe distanța de 120 km. Câștigătorul cursei a fost G.V. Bibescu. Plecarea falnicelor mașini a început la ora 10:30 – din cinci în cinci minute câte una. Participarea la cursă, în echipajul lui Bibescu și o femeie Marta Bibescu, prima conducătoare auto brevetată din România . Printre ceilalți cutezători care au făcut parte din echipajele mașinilor concurente se mai aflau: Jean Cămărășescu, un viitor campion al volanului și George Simion, țăran din Buzău, bun mecanic auto, profesorul de mai târziu al primei școli de șoferi din București. A fost ”o năprasnică întrecere”, cum au denumit-o ziarele timpului. La data aceea numărul de automobile din țara noastră se ridica la 70. 
S-au înscris la întrecere nouă mașini – cele mai puternice și mai încercate aflate atunci în București. Startul l-au luat însă numai șase, celelalte neputând porni în ziua respectivă. Cele șase trăsuri-automobile (cum mai erau încă denumite) s-au aliniat pentru start la Filaret, lângă fântâna Cantacuzino. Acești temerari au fost:
1. George Valentin Bibescu - MERCEDES
2. Leon Leonida            - MERCEDES
3. N. Niculescu Iarca      - CUDELL
4. C. Vidal                - GOBRON
5. Al. Prager              - OLDSMOBILE
6. Alexandru Darvari       - FIAT

Notabilitățile Giurgiului anunțate din timp prin telefon de începerea cursei și apoi de goarna ultimului jandarm, asistă la sosirea vijelioaselor mașini. Arbitrii notează: Bibescu a terminat itinerarul București-Giurgiu (63km) în 58 de minute Leonida – același timp; Vidal – 119 minute; Niculescu Iarca – 120; Darvari și Prager câte 152 minute. După o odihnă de trei ore s-a dat plecarea pentru înapoiere. Au luat startul aceeași șase bravi, dar doi din ei nu s-au mai prezentat în fața comisiei care-i aștepta la București. Niculescu și-a pierdut pe drum radiatorul, iar Vidal a rămas la Jilava unde-i explodase un cauciuc și i se stricase cutia de viteze. Gobronul său a fost adus târziu noaptea la București, într-una din căruțele care fuseseră pregătite din vreme pe traseu pentru astfel de eventualități.

Cursa a fost terminată de numai 4 concurenți, fiind declarați învingători absoluți numai 2: George Valentin Bibescu-108 minute, deci cu o medie orară de 66 de km ș¡ Leon Leonida-120 minute, cu o medie orară de 63 de km.

Aceștia au fost deci primii campioni oficiali ai României la întrecerile auto. In zilele noastre media de 66 km/h pare infimă și lipsită de spectaculozitate, dar pentru acea vreme era de-a dreptul uluitoare ținând cont de caracteristicile tehnice ale automobilelor și de starea nu tocmai bună a drumurilor.

	Este suficient să privim mașinile participante pentru a admite că peste media obținută nu s-ar fi putut trece. De altfel în epoca respectivă nimeni nu depășise în Europa performanțele lui Bibescu, la cursele de regularitate pe șosele publice.

	Ziarele de atunci scriau : ”Și astfel cursa aceasta năprasnică, în care și-au riscat viața atâția oameni, s-a încheiat cu bine, fără nici un accident, numai că o cioară rătăcită s-a lovit în zbor de unul din cursanți, rănindu-l la cap.

	A fost un succes care a adus automobilismului românesc primele sale galoane de prestigiu.

Doi ani mai târziu – la 19 noiembrie - cursa a fost repetată  pe aceeași rută dar cu alte mașini și, în parte, cu alți concurenți. Au alergat:
1. George Valentin Bibescu 	– MERCEDES
2. Jean Cămărășescu 		– MERCEDES
3. Leon Leonida 			– GABRON
4. N. Lahovari 			– BERLIET
5. Ion Maican 		        – HUBERT

A câștigat Jean Cămărășescu pe Mercedes, realizând o medie orară de 82 km/h.

Acestea au fost începuturile curselor auto din România ce au consacrat primele nume rămase înscrise cu litere de aur în istoria competițiilor naționale de automobilism.

### 1906-1914
Mișcarea automobilistică românească începe a se afirma, astfel că ACR s-a afiliat, în anul 1905, la Asociația Internațională a Automobil Cluburilor Recunoscute (astăzi: Federația Internațională a Automobilului).
	In 1905 automobiliștii George Valentin Bibescu, Leon Leonida, Mihail Ferekide însoțiți de două femei - Marta Bibescu și Maria Ferekide - și de scriitorul francez Claude Anet, fac cel mai îndrăzneț voiaj al timpului, cu trei automobile decapotabile, plecând de la Galați, în luna aprilie și ajungând la Ispahan, fosta capitală a Persiei, în iunie. "Puternicele" automobile folosite în acest îndrăzneț raid (16, 20 și 40 CP) au transportat, prin praful și noroaiele stepelor, 7 turiști, 28 de geamantane, 6 cufere, 15 bidoane cu benzină și 10 carabine folosite la apărarea caravanei. In cartea "La Perse en automobile", pe care Claude Anet a scris-o cu această ocazie, istovitoarea expediție este denumită "prima excursie automobilistică intercontinentală din lume". 
	La București, la 8 noiembrie 1906 s-a organizat prima cursă de viteză (cursa kilometrului lansat) pe un traseu amenajat pe Șoseaua Kiseleff, între Piața Victoriei și Bufet (restaurantul “Doina” de azi). Pe primul loc se clasează LEON LEONIDA cu un automobil GOBRON de 60 C.P.
In anul 1906, la București, în cadrul Automobil Club Român a luat ființă prima școală pentru învățarea conducerii autovehiculului. De asemenea, în 1906 apare REVISTA AUTOMOBILĂ, ca organ oficial al clubului. A apărut cu intermitențe, din ianuarie 1906 până în iulie 1916; din octombrie 1919 până în decembrie 1922; din octombrie 1926 și până în 1929, tipărită la 467 Publicații Editura Cartea Românească. 

Fondatorul revistei a fost I. Cămărășescu, director, G. Costescu, până în luna mai 1921. A suferit nenumărate schimbări: din 16 iunie 1907 se specifică că este Organ oficial al ACR și al Sporturilor Atletice Române, Automobilism, Aeronautică, Hipism, Atletism. În 15 martie 1910 se înlocuiește denumirea și al Sporturilor Atletice Române cu ... și al principalelor Asociațiuni Sportive din țară. La data de 15 aprilie 1910 se denumește Organ al tuturor sporturilor, Automobilism, Aeronautică, Hipism, Atletism, la care se adaugă: conține Buletinul Oficial al Automobil Clubului Român și principalelor Asociațiuni Sportive din țară. Din luna septembrie 1910 se renunță la cuvintele: Automobilism, Aeronautică, Hipism, Atletism, până în luna decembrie când reapar. În 1911 denumirea revistei este iarăși schimbată: ... Revista ilustrată a tuturor sporturilor, iar din ianuarie 1913, pe manșeta revistei s-a adăugat: Organ Oficial al Automobil Clubului Român și al Federației Societăților Sportive din România. După mai multe modificări nesemnificative, în octombrie 1919 la textul anterior se adaugă o informație care mărește sensul mesajului revistei: ... magazin lunar ilustrat de artă și sport. Revista reapare în 1926 cu titlul modificat: Automobil & Sport, revistă ilustrată de automobilism, aviație, hipism și toate sporturile atletice.

Organ Oficial al Automobil Clubului Regal Român. Revista, prin iconografie, ilustrație (bogată și variată), cu o grafică aleasă tipărită pe o hârtie de calitate, a constituit un model pentru presa românească a epocii. Aceste merite se datoresc directorului revistei, Jean Cămărășescu, care era în același timp și secretar general al ACR/ACRR.
	Seria performanțelor înregistrate de români în competițiile internaționale o deschide Ion Maican în anul 1906. El participă la o cursă de viteză în coastă organizată în Franța la Chateau-Thierry, clasându-se al treilea din 90 de concurenți. Automobilul care i-a adus victoria fusese construit de francezul Tourand și avea 60 CP. Maican practica automobilismul din 1903, fiind unul dintre așii volanului românesc.
 
	Tot în 1906 își înscrie numele printre marii turiști europeni un alt român - Nestor Cincu - din București, care face un foarte reușit circuit, București-Nisa-Paris-București, la bordul unui automobil decapotabil avându-i drept pasageri pe cei doi copii ai săi și soția sa.
Pentru merite deosebite în sprijinirea Automobil Club Român, în anul 1907, domnii Take Ionescu, ministrul de finanțe și Ion Grădișteanu, ministru al Lucrărilor Publice, au fost numiți ca membri de onoare ai acestuia.
În 23 mai 1908, în Parcul Carol I, la Arenele Romane, a fost organizat, de către ACR, un concurs de îndemânare în conducerea auto.
Automobilul secolului - FORD Model T (1908-1927)

	Dacă vă veți întreba în ce moment al existenței sale automobilul a dobândit statutul de obiect util precum telefonul, frigiderul sau ziarul, aflați că acest moment a coincis cu lansarea pe piață, în 10 octombrie 1908, a FORD-ului Model T.
	După acest moment automobilul nu a mai fost considerat o excentricitate și a fost acceptat ca un element de decor cotidian.
	Henry Ford (1863-1947) a fost primul producător de automobile care a realizat că pentru a obține supremația trebuie să ofere cumpărătorilor un model popular, ieftin și bun. Pentru realizarea proiectului Ford a apelat la serviciile inginerului Harald Wills. Acesta l-a convins pe Ford să achiziționeze, contra unei sume fabuloase, licența franceză pentru fabricarea unor oțeluri speciale cu vanadium. Deși un material scump, folosirea lui a permis scăderea aproape la jumătate a greutății noului automobil (aproximativ 650 kg).
 
Modelul T a surprins prin faptul că îngloba o serie de idei tehnice aplicate în premieră :

- Sistemul de aprindere - preluat de la inginerul american John Heinz - consta într-o serie de magneți încorporați în volantul motorului care se roteau prin fața unor bobine generând curentul electric necesar funcționării automobilului;
- Carterul motorului era confecționat din tablă;
- Cutia de viteze semiautomată;

Pedalele automobilului au funcții atipice, cu excepția ambreiajului. Pedala din mijloc cuplează mersul înapoi. Pedala din dreapta acționează frâna pe transmisie. La exteriorul automobilului este plasată o manetă de frână ce acționează mecanic asupra roților punții spate. Accelerația și avansul se reglau manual prin intermediul unor pârghii montate în bord care i-au adus modelului porecla de "Ford-ul cu mustăți". 

Confortul a fost îmbunătățit prin introducerea, începând cu modelele anului 1914, a acționării electrice a farurilor și a claxonului, urmată, în 1919, de completarea înstalației electrice cu demaror și dinam. Doar puntea spate  este prevăzută cu un sistem de frânare, acționat manual.

In 1913 T-ul se fabrica integral pe bandă, fapt ce a redus timpul de ansamblare al unui automobil de la 12,5 h la numai 1,5 h. În acest scop, în perioada anilor 1915-1925, T-ul s-a fabricat doar în culoarea neagră (timpul de uscare naturală este mai scurt pentru o culoare închisă). Recordul atins în ceea ce privește numărul de unități fabricate într-o zi este uluitor: 9.108 bucăți.  Producția de masă a făcut ca prețul să scadă continuu: 825 $ (1908),  348 $ (1922), 290 $ (1925). În anul 1925 prețul unui exemplar, 300 $,  reprezenta  salariului unui muncitor pe trei luni, în condițiile în care muncitorii uzinelor FORD câștigau aproape dublul salariului mediu pe ramură.  Henry Ford, spre deosebire de ceilalți constructori ai vremii, nu era adeptul diversificării producției, ci a îmbunătățirii continue a unui model. Acest fapt i-a permis să treacă la producția de mare serie, realizând și o importantă scădere a costurilor.
 
În 19 ani de producție au părăsit porțile uzinei FORD 15.007.033 unități din modelul T, stabilindu-se un record depășit la sfârșitul anului 1972 de VW Beatle. Evoluția producției (exprimată în an/mii unități) a fost următoarea: 1908-10, 1909-17, 1911-70, 1912-170, 1915-240, 1916-585, 1917-700, 1918-832, 1919-950, 1922-1173, 1923-1817.
 
Principalele date tehnice: motor cu patru cilindri - de tip monobloc, cilindree 2984 cmc, alezaj 95 x 102 mm , turație maximă 1650 rot/min , putere maximă 22 CP, răcire cu apă, viteza maximă 65 km/h. 

Și în România T-ul a fost foarte răspândit. Distrugerile războiului nu au ocolit însă automobilele. Foarte puține exemplare au supraviețuit. Un exemplar a cărui caroserie era refăcută în cea mai mare parte, participa înainte de 1989 la manifestările de gen din România. Deși propietarul său, dl. Eugen SÂRBU, s-a stabilit în SUA, automobilul se află încă în țară, stocat în zona județului Sibiu.
 
Imi amintesc că în copilărie am întâlnit acest exemplar pe străzile Bucureștiului. Automobilul părea desprins din peliculele cu Stan și Bran. Prima dată când l-am văzut  aștepta "cuminte" în fața unui atelier de vulcanizare din  zona Pieței Galați (există și astăzi). Mi-am întrerupt plimbarea cu bicicleta și am studiat curiosul automobil. Cel mai șocat am fost de roțile cu spițe din lemn, "încălțate" cu anvelope late de 3 degete. Dacă întâlnirea s-ar fi produs în zilele noastre m-ar fi surprins culoarea nespecifică pentru acest model (roșu) și efortul propietarului care practic reprodusese integral caroseria. 

Recent un coleg de club mi-a arătat un alt T deținut de un bucureștean. Acest exemplar pare recuperat de pe fundul mării. Rugina a mușcat mortal caroseria, începând din zona șasiului. Propietarul ne-a mărturisit că dorește să vândă automobilul în străinatate. Prețul? 10 mii de dolari !!! Pe piața mondială  a automobilelor de colecție exemplarele perfect întreținute (și nu restaurate - trebuie să vă gândiți la exemplare ce mai au încă vopseaua originală!! ) sunt oferite spre vânzare la prețuri cuprinse între 15 și 30 de mii USD.

În ianuarie 1909 are loc recunoașterea oficială a ACR de către Statul Român.  Camera Deputaților (la 22 ianuarie 1909) și Senatul (la 19 februarie același an) au acordat A.C.R. investitura, iar la 13 martie 1909 apărea în Monitorul Oficial LEGEA cu articol unic, în care se prevedea: “Se recunoaște Societății Automobil Club Român din București calitatea de persoană morală, pe baza alăturatelor statute”. Era semnat, astfel, actul oficial de existență a Automobil Clubului Român.

ACR propune Ministerului de Interne patru semne de circulație, care să fie montate în punctele periculoase de pe șosele: “cotitură”, “răspântie”, “cale ferată” și “groapă”, toate purtând inscripția “Automobil Club Român.
La 28 NOIEMBRIE 1909 Automobil Club Român și-a mutat sediul în primul local propriu, pe strada C.A. Rosetti nr. 7, cu care prilej a avut loc un dineu. Statutul ACR permitea accesul în saloanele clubului doar membrilor titulari ai asociației.
În cei 5 ani care au urmat, acțiunea Automobil Clubului Român condus cu competență de secretarul său general dl. Jean Camarashesco a reușit să determine autoritățile țării să agreeze noul sistem de locomoție și să reglementeze circulația; a reușit să organizeze o serie de concursuri urmând fidel exemplul Automobil Clubului Franței și să demonstreze astfel public avantajele utilizării acestor vehicule și, în sfârșit, să organizeze la hipodromul din Băneasa un miting pentru expunerea și pentru organizarea unui zbor demonstrativ al avionului d-lui Blériot la puține luni după faimosul zbor deasupra Canalului Mânecii, care a dat aviației avântul pe care îl cunoaștem din zilele de azi.
În 1910, în România erau aproape 800 de automobile dintre care mai mult de jumătate erau înregistrate în Capitală, iar restul în toate celelalte județe.
Un an mai târziu (1911), guvernul român ratifică Convenția Internațională a Circulației pentru aceste vehicule, operă a Conferinței Diplomatice de la Paris din 1909 și unde acesta a avut reprezentantul oficial; și A.C.R. face cadou armatei române ,, Corpul Automobiliștilor voluntari “ al cărui real concurs la următoarele manevre militare vor avea drept efect Înalta Președinție de Onoare a Altețelor Sale Prințul și Prințesa Moștenitoare a României.

O ,,Ligă Națională Aeriană” constituită sub egida A.C.R.a realizat prin subscripție publică un grup de șapte avioane Bleriot care, în timpul marșului de pacificare întreprins de armată în țările balcanice, a fost prima escadrilă de avioane, condusă de președintele Automobil Clubului Român, care va inaugura folosirea avioanelor ca armă de razboi.

Din acea epocă un tratat stabilit cu Automobil Clubul din Budapesta, inaugura punerea în vigoare a regimului importurilor provizorii de autoturisme, iar în primăvara anului 1913 Automobil Clubul Român începea semnalizarea rutieră prin semnalizatoare convenționale. Azi, semnalizatoarele se găsesc aproape pe toate drumurile care brăzdează frumoasa noastră țară după Marele Război. Mai mult de 9 000 kilometri de drum au fost puși în stare carosabilă pentru traficul național și internațional.

Punctele vamale românesti înregistrează anual trecerea a mai mult de 6 mii de mașini străine care vin să viziteze frumoasele noastre orașe, iar numărul de vehicule înmatriculate în România depășește 30 de mii, fapt care plasează astfel România printre primele națiuni, prin raportarea cifrei la populația sa.

În anul 1914, Automobil Clubul Român (ACR) își schimbă denumirea în Automobil Club Regal Român (ACRR), astfel că regii României devin membri de onoare ai clubului.

După încheierea primului război mondial și reîntregirea țării, activitatea automobilistică a fost reluată. 

## Campionatul Național de Raliuri
Cel mai mediatizat sport automobilistic din România este raliul. La aceste concursuri care se desfășoară în foarte multe orașe ale țării - Bucuresti, Brașov, Sibiu, Timișoara, Cluj-Napoca, Baia-Mare, Pitești, Miercurea-Ciuc, Piatra-Neamț, Hunedoara etc. - concurenții se întrec pe diferite structuri ale solului cum ar fi asfalt și macadam (drum neasfaltat de țară, drumuri forestiere, etc.).

În generel CNR (Campionatul Național de Raliuri) are în calendar în medie zece etape: cinci pe asfalt și cinci pe macadam. La startul fiecărei etape se alinează aproximativ 50-60 de echipaje care sunt împărțite în grupe - N,A și H care la rândul lor au clase în raport cu capacitatea cilindrică. Există un clasament general și clasamente pe grupe și clase.

Un echipaj de raliu este compus din pilot și copilot, între care trebuie să existe o relație de încredere pentru că greșeala unuia dintre ei poate duce la o catastrofă. La ora actuală (2005) există aprox. 120 de echipaje active în CNR care nu participă la toate etapele, în general din cauza costurilor extrem de ridicate în acest sport. Acestea se ridică, în funcție de grupă și clasă, între 1500€ și 8000€ la fiecare etapă. Prețurile la o mașină de curse din fruntea clasamentului ajung până la 200.000€.

Câteva echipe dintre cele mai cunoscute: OMV-Rally Team, BKP, EUROLINES-Racing Team ș.a.

În prezent (2008)cele mai bune echipe de club sunt HIPARION INVEST și NAPOCA RALLY TEAM, ambele din Cluj-Napoca.

## Campionatul Național de Viteză în Coastă
Reprezintă o altă ramură a automobilismului sportiv, mai puțin mediatizată decât raliul, însă mai accesibilă din punct de vedere al costurilor de participare implicate. Spre deosebire de raliuri, cursele de viteză în coastă se desfășoară doar pe trasee de asfalt și nu necesită prezența unui echipaj format din pilot și copilot (sau navigator), ci doar a pilotului, uneori fiind folosite și monoposturi.
De regula, competiția se desfasoara pe parcursul a doua zile, structura fiind similara pentru toate etapele. In prima zi, sunt programate 6 urcări ( 3 manșe recunoașteri, 3 manșe antrenamente ), urmate în ziua secundă de alte patru urcări după cum urmează: două manșe de recunoașteri si două manșe de concurs. Timpii din manșele de concurs se acumulează, astfel fiind desemnat caștigatorul etapei.

## Constituirea F.R.A.S.
Anul 2005 a reprezentat un punct de răscruce in automobilismul din România prin intrarea în legalitate a acestui sport odată cu constituirea Federației Române de Automobilism Sportiv (F.R.A.S.) Această federație națională s-a constituit la inițiativa mai multor cluburi sportive din România și a reușit încă de la început să obțină suportul tuturor sportivilor activi participanți în campionatele naționale de automobilism. Totuși, F.R.A.S. nu are încă recunoașterea Federației Internaționale de Automobilism (F.I.A.), fiind necesar un acord cu ACR si depunerea unui dosar de candidatură pentru a primi recunoașterea F.I.A.
În data de 25 februarie 2006 au avut loc primele alegeri pentru structura de conducere a F.R.A.S. Pilotul de raliuri Victor Băldescu a fost ales, pentru un mandat de patru ani, în funcția de președinte al Federației Române de Automobilism Sportiv, în cadrul primei Adunari Generale de alegeri de la constituirea forului automobilistic, în octombrie 2005, Victor Băldescu acumuland 24 de voturi, față de contracandidatul său, Dumitru Rusănescu, care a primit 10 voturi, un vot fiind anulat. La Adunarea Generală au avut drept de vot 36 de persoane, reprezentând cluburile afiliate. Pentru cele două posturi de vicepreședinte au candidat șapte persoane. În primul tur a fost ales Bela Stoica, în timp ce pentru alegerea celui de-al doilea vicepreședinte a fost nevoie de un nou tur de scrutin, între Cristian Lemnaru, Mircea Drăghici, Dacian Banca și Dumitru Rusănescu. În final, postul a fost obținut de Cristian Lemnaru.
Componența Consiliului Federal a fost completată cu cinci membri, dintre cei 13 care au candidat. Gunther Graef, Alexandru Pițigoi, Constantin Aur și Mircea Drăghici au fost aleși din primul tur de scrutin, pentru cel de-al cincilea post organizându-se un nou tur, între Emanuel Ilina și Augustin Pastor, câștigat de cel de-al doilea.
In ianuarie 2007, ca urmare demisiei Consiliului Federal condus de Victor Băldescu, Adunarea Generală a FRAS a ales un nou Președinte în persoana lui Ștefan Vasile, multiplu campion național de raliuri, precum și noii membri ai Consiliului federal: Adrian Fodor și Iulian Padurariu-vicepreședinți și Horia Andronic, Emanuel Ilina, Silviu Moraru, Laurențiu Oros, Augustin Pastor, Dumitru Rusanescu. Ca Secretar General al FRAS a fost reconfirmat Dumitru Rusanescu. 
În anul 2007, FRAS a organizat Campionatul Național de Raliuri Dunlop în 10 etape, Campionatul Național de Viteză în Coastă Dunlop în 12 etape, Campionatul Național de Rally-Sprint în 3 etape și Campionatul Național de Rally-Cross în 7 etape.
Pentru a se realiza un dialog dintre FRAS și ACR, în sensul acceptării unei relații în scopul dezvoltării automobilismului sportiv și al afilierii la FIA, Dumitru Rusănescu și-a dat acordul să fie înlocuit în funcția de secretar general cu Ovidiu Mazilu. Cu toate acestea, nu s-a ajuns la un consens, ACR afisand o relatie ostilă. 
FRAS devine recunoscuta oficial de catre Agenția Naționale pentru Sport, în conformitate cu legea nr. 69/2000 a educației fizice și sportului.
La sfârșitul sezonului 2007, FRAS a organizat Gala Campionilor 2007 și a decernat titlurile de campioni național sportivilor care s-au clasat pe primele locuri ale celor 4 campionate.
La 26 ianuarie 2008, a avut loc Adunarea Generala a FRAS, în cadrul căreia s-au discutat problemele curente, precum și stadiul afilierii la Federația Internațională a Automobilului (FIA). De asemenea, ca urmare a demisiei dlui Augustin Pastor din Consiliul Federal, functia sa a fost preluata de Valentin Piros.
În anul 2008, Federația Română de Automobilism Sportiv, coordonează și organizează Campionatul Național de Raliuri Dunlop, Campionatul Național de Viteză în Coastă Dunlop, Campionatul Național de Rally-Sprint și Campionatul Național de Rally-Cross. In același timp asigură arbitrajul și cronometrajul la căteva competiții organizate de cluburile sportiv afiliate la FRAS, avand 66 de membri-cluburi sportive constituite în conformitate cu previziunile legii nr. 69/2000 a educației fizice și sportului, în care sunt legitimați și licențiați peste 300 de sportivi. FRAS dispune de un colectiv de peste 290 de arbitri legitimați în 12 colegii județene pentru realizarea arbitrajului și cronometrajului în competițiile din Calendarul Sportiv.

## Calendarul Sportiv National

### Campionatul Național de Raliuri 2006
1. Raliul Brașovului (Brașov), 31 martie - 01 aprilie
2. Raliul Maramureșului (Baia Mare), 06 - 07 mai
3. Raliul Pietricica (Piatra Neamț), 27 - 28 mai
4. Raliul Clujului (Cluj-Napoca), 17 - 18 iunie
5. Raliul Sibiului (Sibiu), 29 - 30 iulie
6. Raliul Muscelului (Câmpulung-Muscel), 26 - 27 august
7. Raliul "Țara Bârsei" (Brașov), 22 - 23 septembrie
8. Raliul Hunedoarei (Deva), 14 - 15 octombrie

### Campionatul Național de Raliuri Dunlop 2007
1. Raliul BRAȘOVULUI (Brașov),asfalt, AUTO BLIC Brasov, 02-03 martie
2. Raliul BANATULUI MONTAN, (Timisoara-Reșița),asfalt, EWRT Timișoara/UCM Reșița 30-31 martie
3. Raliul HUNEDOAREI (Deva), asfalt, HYUNDAI RTR Hunedoara, 27 - 28 mai
4. Raliul MARAMUREȘULUI (Baia Mare), asfalt, SIROMEX Baia Mare, 11-12 mai
5. Raliul ARGEȘULUI (Pitești-Câmpulung Muscel), macadam, PRO RALLY Câmpulung Muscel, 01-02 iunie
6. Raliul CLUJULUI Mobil 1, (Cluj-Napoca), asfalt, SAVU RACING Cluj-Napoca, 22-23 iunie
7. Raliul SIBIULUI PIRELLI (Sibiu), macadam, SCORPION RT Sibiu, 20-21 iulie
8. Raliul ȚARA BÂRSEI (Brașov), macadam, AUTO BLIC Brașov, 24-25 august
9. Raliul AVRAM IANCU (Cluj-Napoca), macadam, DANNY UNGUR RACING Cluj-Napoca, 21-22 septembrie
10. Raliul IAȘULUI TESTER (Iași), macadam, RALLY MOTORSPORT Iași, 19-20 octombrie

### Campionatul Național de Raliuri Dunlop 2008
1. Raliul TESS RALLY (Brașov),asfalt, AUTO BLIC Brasov, 07-08 martie
2. Raliul BANATULUI MONTAN, (Reșița),asfalt, UCM Reșița 11-12 aprilie
3. Raliul HUNEDOARA LUKOIL, (Deva-Hunedoara), asfalt, AMC Hunedoara, 9-10 mai
4. Raliul CLUJULUI Mobil 1, (Cluj-Napoca), asfalt, SAVU RACING Cluj-Napoca, 21-22 iunie
5. Raliul SIBIULUI, (Sibiu), macadam, SCORPION RALLY TEAM Sibiu 18-19 iulie
6. Raliul ȚARA BÂRSEI, (Brașov), macadam, AUTO BLIC Brașov, 29-30 august
7. Raliul AVRAM IANCU, (Cluj-Napoca), macadam, DANNY UNGUR RACING Cluj-Napoca, 19-20 septembrie
8. Raliul IAȘULUI, (Iași), macadam, RALLY MOTORSPORT Iași, 17-18 octombrie

### Campionatul National de Viteză în Coastă 2006
1. Etapele I și II (Câmpulung-Muscel), 07 - 09 aprilie
2. Etapele III și IV (Brașov), 28 - 30 aprilie
3. Etapele V și VI (Reșița), 20 - 22 mai
4. Etapele VII și VIII (Balvanyos), 10 - 12 iunie
5. Etapele IX și X (Sf.Gheorghe), 30 iunie - 02 iulie
6. Etapele XI și XII (Abrud), 21 - 23 iulie
7. Etapele XIII și XIV (Tg.Jiu), 01 - 03 septembrie
8. Etapele XV și XVI (Râșnov), 22 - 24 septmebrie

### Campionatul National de Viteză în Coastă Dunlop 2007
1. Memorialul L.Balint, (Râșnov), AUTO BLIC Brașov, 13-15 aprilie
2. MP Câmpulung Muscel, (Câmpulung Muscel), PRO RALLY Câmpulung Muscel, 04-06 mai
3. Pârâul Rece (Pârâul Rece-Brașov), AUTO BLIC Brașov, 08-10 iunie
4. Cupa Reșița, (Reșița), UCM-Resița, 06-08 iulie
5. Râșnov, (Brașov), AUTO BLIC Brașov, 07-09 septembrie
6. Valea Domanului, (Reșița), UCM-Reșița, 05-07 octombrie

### Campionatul National de Viteză în Coastă Dunlop 2008
1. Râșnov, (Râșnov), AUTO BLIC Brașov, 01-04 mai
2. Marele Premiu al orașului Câmpulung Muscel, (C-lung Muscel), PRO RALLY Câmpulung Muscel, 22-25 mai
3. Pârâul Rece, (Brașov), AUTO BLIC Brașov, 05-08 iunie
4. Cupa Reșița, (Reșița), UCM Resita, 03-06 iulie
5. Rezerva**, (????), (Organizator), 31 iulie-03 august
6. Rânca, (Tîrgu Jiu), AUTO COREX Tirgu Jiu, 04-07 septembrie
7. Valea Domanului, (Reșița), UCM Resita, 10-12 octombrie
8. Râșnov, (Brașov), AUTO BLIC Brașov, 23-26 octombrie

### Campionatul Național de Rally-Sprint 2007
1. Iași,    macadam,   Rally Motorsport Iași 25 mai
2. Craiova, macadam    AutoOltenia Craiova   13 iulie
3. Harghita macadam    Squad Motorsport      12 octombrie

### Campionatul Național de Rally-Sprint 2008
1. 17 februarie, Rallysprint București a	   SQUAD MOTORSPORT București
2. 12 iulie	Rally-Sprint Covasna	m  AUTO CRONO Sf. Gheorghe
3. 13 octombrie	Rally-Sprint Botoșani	m  AUTO GREEN Botoșani

### Campionatul Național de Rally-Cross 2007
1. Rally-cross     Tirgu Mures ISECO Tg.Mures  24-25 feb.
2. Rally-cross     Sibiu	      AUTO NET Sibiu  24-25 mar.
3. Rally-cross     Sibiu	      AUTO NET Sibiu  28-29 apr.
4. Rally-cross     Sibiu	      AUTO NET Sibiu  26-27 mai
5. Rally-cross     Tirgu Mures ISECO Tg.Mures  02-03 iun.
6. Rally-cross     Sibiu	      AUTO NET Sibiu  28-29 iul.
7. Rally-cross     Pitesti     Sprint Mioveni  11-12 aug.
8. Rally-cross	  Pitesti     Sprint Mioveni  29-30 sep.
9. Rally-cross     Sibiu	      AUTO NET Sibiu  3-4 noi.

### Campionatul Național de Rally-Cross 2008
1. Rally-cross Tg. Mureș C.S. AUTOMOTO I.S.E.C.O. Tg. Mureș  15-16 martie
2. Rally-cross Sibiu	  C.S. FEDERATIA AUTOCROSS SI RALLYCROSS Sibiu 14-15 iunie
3. Rally-cross Tg. Mureș C.S. AUTOMOTO I.S.E.C.O. Tg. Mureș  12-13 iulie
4. Rally-cross Mioveni	  A.S. SPRINT CLUB Mioveni Argeș 16-17 august
5. Rally-cross Sibiu  A.S. FEDERATIA AUTOCROSS SI RALLYCROSS Sibiu  13-14 septembrie
6. Rally-cross Mioveni   A.S. SPRINT CLUB Mioveni Argeș  4-5 octombrie